# المجلس الاستشاري اليمني
المجلس الاستشاري اليمني هو هيئة استشارية عليا أُنشِئ لأول مرة بعد قيام الوحدة اليمنية في 22 مايو 1990م، حيث كان من أوائل القرارات التي أصدرها مجلس الرئاسة آنذاك، استناداً لاتفاقية الوحدة وإعلان الجمهورية اليمنية، وهو القرار رقم (5) لسنة 1990م، والذي نص على إنشاء مجلس استشاري ضم 44 شخصية من الرموز السياسية اليمنية، بالإضافة إلى ممثلين عن الحزبين الحاكمين آنذاك، وهما حزب المؤتمر الشعبي العام والحزب الاشتراكي اليمني.
وفي أعقاب انتخابات 1997م تم تشكيل مجلس استشاري يتكون من 59 عضوًا مُعيّنًا من قبل رئيس الجمهورية، بناء على التعديلات الدستورية التي وافق عليها مجلس النواب في 21 سبتمبر 1994، والتي كان من ضمنها مادة جديدة تنص على إنشاء مجلس استشاري من ذوي الخبرات الوطنية، ولم يحدد القرار مهام محددة للمجلس، لكن المجلس كان يناقش القضايا التي كان رئيس الجمهورية يحيلها إليه لإبداء الرأي. وقد تشكيل المجلس استناداً للقرار الجمهوري بالقانون رقم (14) لسنة 1994م، والذي وافق عليه مجلس النواب في جلسته المنعقدة بتاريخ 25 صفر 1416هـ الموافق 23 يوليو 1995م، وقد حل بدلاً عنه مجلس الشورى في 28 أبريل 2001م، والذي يتكون من 111 عضوًا وفقاً للتعديلات الدستورية التي جرت في عام 2001.

## طالع أيضًا
مجلس الشورى اليمني.